# Волково (Звонская волость)
Волково — деревня в Опочецком районе Псковской области России. Входит в состав Звонской волости.
Расположена в 12 км к югу от города Опочка, в 2 км от юго-западного прибрежья озера Нивно.
Численность населения по состоянию на 2000 год составляла 26 человек, на 2012 год — 22 человека.
До 2005 года деревня входила в состав ныне упразднённой Краснооктябрьской волости с центром в д. Балахи.